# Martanum

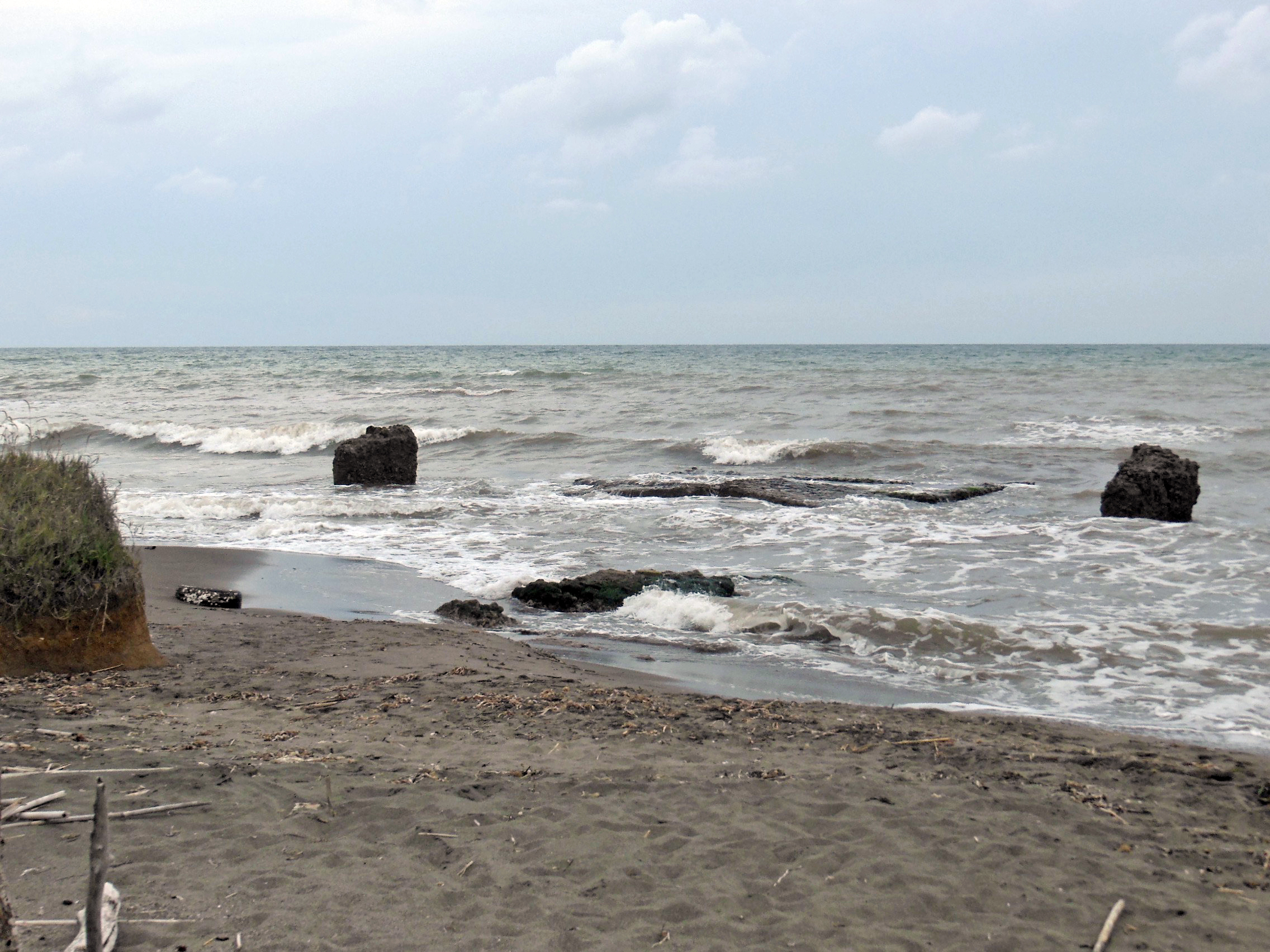
Ruderi della peschiera di Martanum

Martanum è un antico scalo marittimo sulla costa tirrenica del Lazio settentrionale, che si trovava alla foce del fiume Marta, oggi spostata leggermente più a sud, nell'attuale comune di Tarquinia (presso le località di Marina Velca e Pian delle Spille).
Lo scalo risale probabilmente all'epoca etrusca e doveva essere quello più direttamente collegato al centro urbano dell'antica Tarquinia. Sopravvisse anche in epoca romana ed è citato nell'Itinerarium maritimum Antonini Augusti, come Martanum o Maltanum.
A partire dagli anni sessanta nel sito furono descritti dei ruderi relativi ad un molo e una peschiera semisommersa.